# Niederwallsee
Die Herrschaft Niederwallsee war eine Grundherrschaft im Viertel ober dem Wienerwald im Erzherzogtum Österreich unter der Enns, dem heutigen Niederösterreich.

## Ausdehnung
Die Herrschaft umfasste zuletzt die Ortsobrigkeit über Niederwallsee, Unterau, Bergern, Blindberg, Franzenau, Hofing, Igelschwang, Oedschachen, Ried, Schmiedsberg, Schweinberg, Sindlburg, Sommerau, Ufer, Witzmannsdorf, Oed, Schöndorf, Schaching, Straß, Romsau, Pyra, Mauer, Oehling, Zeillern und Krottendorf. Der Sitz der Verwaltung befand sich im Schloss Wallsee.

## Geschichte
Letzter Inhaber der Allodialherrschaft war Mathias Constantin Capello Graf von Wickenburg–Stechinelli, der Gouverneur des Herzogtums Steiermark. Nach den Reformen 1848/1849 wurde die Herrschaft aufgelöst.